# Kontinuumhipotézis
A kontinuumhipotézis a matematika halmazelmélet nevű ágának egyik kijelentése („igazságértékére” vonatkozóan lásd később), amit Cantor vetett fel kérdésként, amikor a Cantor-tételben rámutatott, hogy többféle rendű végtelen számosságú halmaz létezik a halmazelméletben. Legközérthetőbb formájában kontinuumhipotézisen a következőt értjük:
a valós számok minden végtelen részhalmaza vagy magával a valós számok halmazával, vagy a természetes számokkal azonos számosságú.
Másképp fogalmazva:
nincs olyan halmaz, amelynek számossága a valós számok számossága (kontinuum-számosság) és a természetes számok számossága (megszámlálhatóan végtelen) közé esne.

## A feladat és megoldása
A Cantor-tétel azt állítja, hogy ha H tetszőleges halmaz, akkor a H halmaz és a P(H) halmaz (H hatványhalmaza) számosságára érvényes a következő „szigorú” egyenlőtlenség:
{\displaystyle |H|<|{\mathcal {P}}(H)|}
Tehát végtelen halmazból nem egyféle van, mert egy végtelen halmaz hatványhalmaza „végtelenebb”, vagy magasabb rendűen végtelen, mint maga a halmaz. Ez azt jelenti, hogy nem feleltethető meg a két halmaz egymásnak úgy, hogy az egyik halmaz egy elemét a másik halmaz pontosan egy eleméhez rendeljük és fordítva. A legegyszerűbb végtelen halmaz a természetes számok N halmaza. Cantor azt is bebizonyította, hogy a valós számok R halmaza ennél magasabbrendűen végtelen (belátható ugyanis, hogy R-ben ugyanannyi elem van, mint P(N)-ben, azaz N hatványhalmazában). Minthogy a végtelen halmazok jellegzetes (karakterisztikus) tulajdonsága, hogy azonos számosságú egy valódi részhalmazával, felvethető a kérdés, hogy R-ben saját magával és N-nel azonos számosságú részhalmazain kívül van-e más végtelen számosságú részhalmaz.
A kontinuumhipotézist Hilbert olyan súlyú kérdésnek ítélte, hogy nevezetes problémái közül az első helyen említette (Hilbert-problémák). A megoldást Kurt Gödel és Paul Cohen szolgáltatta, de nem várt eredményre jutottak. Gödel 1940-ben (a Gödel-féle konstruálható halmazok segítségével) bebizonyította, hogy a kontinuumhipotézis nem cáfolható, míg Cohen 1963-ban (a forszolás általa kifejlesztett módszerével) pedig belátta, hogy nem bizonyítható a Zermelo–Fraenkel axiómarendszerben. A kettő együtt azt jelenti, hogy az állítás konzisztens és független, vagyis az állítás hozzávétele sem okoz ellentmondást, és a tagadás hozzávétele sem. Ezzel megszületett a válasz Hilbert 1. problémájára.

## Számosságaritmetika és kontinuumhipotézis
A számosságaritmetika jelöléseivel ez a következőket jelenti. {\displaystyle {\mbox{ }}_{\aleph _{0}}} a természetes számok számossága. Van {\displaystyle {\mbox{ }}_{\aleph _{0}}}-ra rákövetkező számosság is, ezt {\displaystyle {\mbox{ }}_{\aleph _{1}}}-gyel jelöljük. Belátható, hogy {\displaystyle {\mbox{ }}_{\aleph _{0}}} értékét nem hagyhatjuk el, sem összeadással, sem szorzással, az viszont biztos, hogy hatványozással már igen: {\displaystyle {\mbox{ }}_{2^{\aleph _{0}}>\aleph _{0}}}, tehát {\displaystyle {\mbox{ }}_{\aleph _{1}\leq 2^{\aleph _{0}}}}. A kontinuumhipotézis azt mondja, hogy
{\displaystyle \aleph _{1}=2^{\aleph _{0}}} (ez a kijelentés tehát független ZFC-től).
Az előbbi gondolatmenet akármilyen {\displaystyle \alpha } rendszámra is megismételhető. Ekkor az általánosított kontinuumhipotézist kapjuk – valójában Gödel és Cohen ennek a függetlenségét látták be:
{\displaystyle \aleph _{\alpha +1}=2^{\aleph _{\alpha }}}.
Nem sokkal Cohen munkája után Solovay igazolta, hogy {\displaystyle 2^{\aleph _{0}}} bármelyik számosság lehet, aminek a kofinalitása nagyobb ω-nál (a Kőnig-egyenlőtlenség kizárja, hogy ω kofinalitású számosság legyen, tehát például {\displaystyle {\aleph _{\omega }}}). Ezért olybá kezdett tűnni, hogy míg a számosságok összeadása és szorzása azért triviális témakör, mert már mindent elmondtak róla, addig a hatványozás azért, mert a hatvány értéke lényegében bármi lehet.
Saharon Shelah mutatott azonban rá arra, hogy a kontinuumhipotézis témakörében a kérdést szinte napjainkig rosszul tették fel. Shelah létrehozott egy új módszert (a pcf-elméletet), amely segítségével új és meglepő eredményeket sikerült elérnie, többek között a szinguláris számosságokra vonatkozóan. Például belátta, hogy
ha minden {\displaystyle n<\omega }-ra {\displaystyle {\mbox{ }}_{2^{\aleph _{n}}<\aleph _{\omega }}}, akkor {\displaystyle {\mbox{ }}_{2^{\aleph _{\omega }}<\aleph _{\omega _{4}}}}.
Kiderült, hogy bár sok számosságra a hatványfüggvényt tetszőlegesen választhatjuk (az axiómák szintjén, a függetlenség által), de az egész hatványozásra vonatkozóan teljesülnek bizonyos algebrai tulajdonságok, szabályosságok, melyek ugyanúgy levezethetők, mint a halmazelmélet összes tétele.

## Külső hivatkozások
- A végtelenen túl, YOUPROOF
- Recenzió S. Shelah Cardinal arithmetic című könyvéhez
- Csirmaz László: Saharon Shelah laudációja a Bolyai-díj alkalmából